# Cicindela abdominalis
Cicindela abdominalis este o specie de insecte coleoptere descrisă de Fabricius în anul 1801. Cicindela abdominalis face parte din genul Cicindela, familia Carabidae. Conține o singură subspecie: C. a. floridana.